# Otto zu Stolberg-Wernigerode
Graf (från 1890 Fürst) Otto zu Stolberg-Wernigerode, född 30 oktober 1837 i Gedern i Storhertigdömet Hessen, död 19 november 1896 på Schloss Wernigerode i staden Wernigerode, var en tysk officer och statsman.

## Biografi
Stolberg var officer i preussiska armén 1859–61 och överpresident i provinsen Hannover 1867–73. Som ledamot av Nordtyska förbundets riksdag från 1867 och tyska riksdagen 1871–78 samt president i preussiska herrehuset 1872–77 och 1893–96 anslöt han sig till de frikonservativa och utvecklade en betydande politisk verksamhet. År 1876 avgick han som ambassadör till Wien, var 1878–81 vice president i preussiska statsministeriet och rikskanslerns ställföreträdare, och 1884–88 minister för det kungliga huset.